# NGC 3098
NGC 3098 é uma galáxia espiral (S0-a) localizada na direcção da constelação de Leo. Possui uma declinação de +24° 42' 41" e uma ascensão recta de 10 horas, 02 minutos e 16,7 segundos.
A galáxia NGC 3098 foi descoberta em 19 de Fevereiro de 1827 por John Herschel.